# Cimetière des Errancis

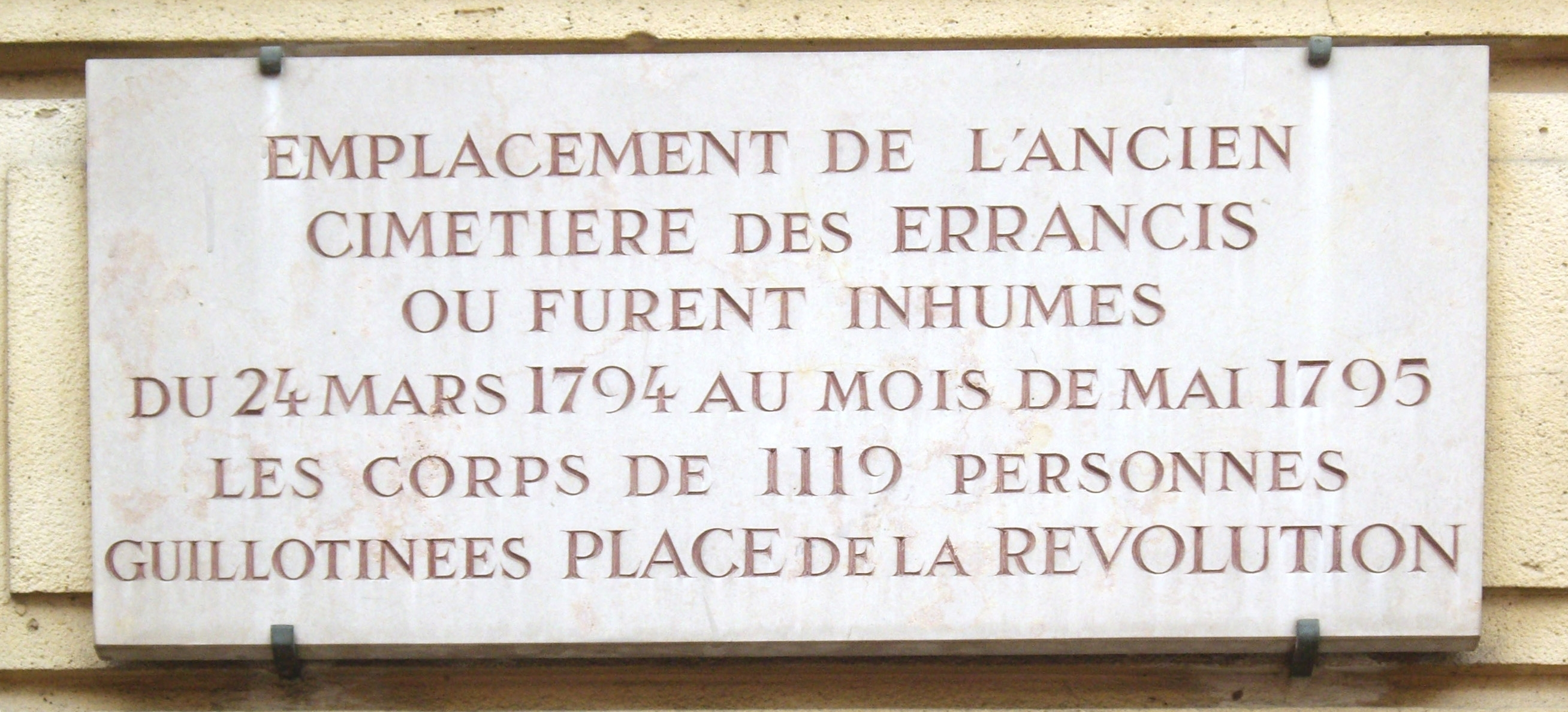
Erinnerungsplakette an dem ehemaligen Friedhof, Rue de Monceau

Der Cimètiere des Errancis ist ein ehemaliger Friedhof im 8. Arrondissement von Paris. Er ist einer von vier Friedhöfen in Paris, auf denen während der Französischen Revolution die Opfer der Guillotine in Massengräbern beerdigt wurden, die anderen sind der Cimetière de Picpus, der Cimetière de la Madeleine und der Cimetière de Sainte-Marguerite.

## Geschichte
Der Cimetière des Errancis diente zunächst ab 1794 für gewöhnliche Beerdigungen. Zwischen dem 24. März 1794 (nachdem der Cimetière de la Madeleine hierfür geschlossen wurde) und Mai 1795 wurden auf ihm 1119 während der Terrorherrschaft und danach mit der  Guillotine Hingerichtete in Massengräbern bestattet. Danach folgten bis 1795 weitere Hingerichtete, teilweise die Täter der vorangegangenen Schreckensherrschaft. 
Der Friedhof war dann ab August 1796 (als Ersatz des Friedhofs in der Rue Pigalle) wieder für gewöhnliche Beerdigungen und wurde am 23. April 1797 endgültig geschlossen.
Im Lauf von Bauarbeiten für den Boulevard de Courcelles wurden die Skelette im 19. Jahrhundert (zwischen 1844 und 1859) in die Katakomben von Paris überführt, allerdings nicht markiert (im Gegensatz zu denen des Cimètiere de la Madeleine).

## Lage

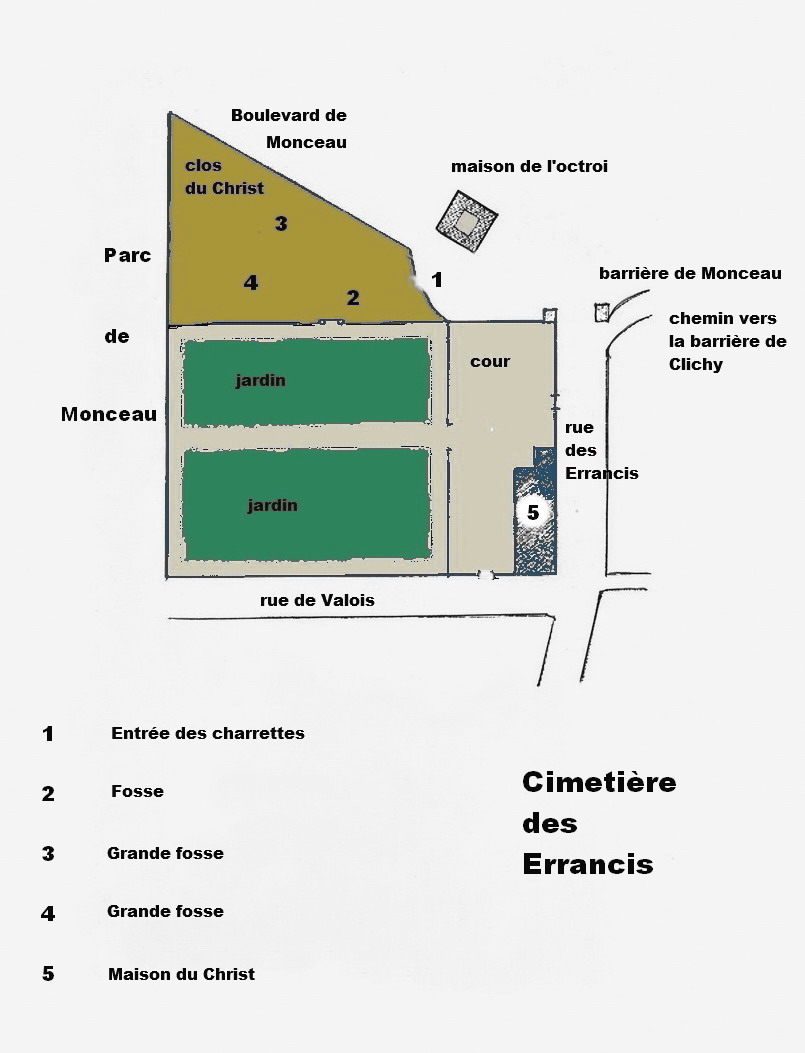
Alter Plan des Friedhofs, die Rue de Valois ist heute die Rue de Monceau, die Rue des Errancis die heutige Rue de Rocher

Der Cimetière des Errancis lag an der ehemaligen Mauer der Generalpächter und zwischen dem heutigen Boulevard de Courcelles (wo die Mauer langlief), der Rue de Rocher, der Rue de Monceau und dem Parc Monceau. Eine Erinnerungsplakette in der Rue de Monceau 97 erinnert an den Friedhof. Früher soll am Eingang eine Inschrift gewesen sein: Dormir. Enfin ! (Endlich schlafen). Der Name Errancis (für estropiér) stammt vom ehemaligen Namen des Nordteils der Rue de Rocher, wo früher viele Mühlen waren. Er hieß auch Friedhof von Monceau oder Mousseaux.

## Bestattungen
Auf dem Cimetière des Errancis wurden unter anderem beerdigt (mit Hinrichtungsdatum):
- Jacques Hébert (24. März 1794)
- Georges Danton und die Indulgenten François Chabot, Jean-François Delacroix, Camille Desmoulins, Fabre d’Églantine, Marie-Jean Hérault de Séchelles, François-Joseph Westermann, Claude Basire, Joseph Delaunay (5. April 1794)
- Pierre Gaspard Chaumette (13. April 1794)
- Lucile Duplessis (13. April 1794), Witwe von Camille Desmoulins
- Marie Marguerite Françoise Hébert (13. April 1794), Witwe von Jacques Hébert
- Chrétien-Guillaume de Lamoignon de Malesherbes (23. April 1794), Anwalt von Ludwig XVI. in dessen Prozess
- Antoine Laurent de Lavoisier (8. Mai 1794) und 27 weitere ehemalige Steuerpächter
- Élisabeth Philippine Marie Hélène de Bourbon (10. Mai 1794), Schwester von Ludwig XVI. 1817 ließ ihr Bruder der französische König Louis XVIII. vergeblich hier nach ihrem Leichnam suchen.
- Maximilien Robespierre und dessen Anhänger Augustin Robespierre (sein Bruder),  François Hanriot, Louis Antoine de Saint-Just, Georges Couthon, Antoine Simon und der Bürgermeister von Paris Jean-Baptiste Fleuriot-Lescot (28. Juli 1794)
- Charles-Gilbert Romme, der Vater des französischen Revolutionskalenders, er beging am 17. Juni 1795 im Gerichtssaal Suizid, bevor er guillotiniert werden konnte.
- Martial Herman, Richter am Revolutionstribunal (7. Mai 1795)
- Antoine Quentin Fouquier-Tinville (7. Mai 1795), der berüchtigte öffentliche Ankläger des Revolutionstribunals

## Nachweise
1. ↑  So die Erinnerungsplakette mit der Anzahl der Opfer. Davon waren 943 unmittelbar Opfer der Terrorherrschaft zwischen dem 25. März und 9. Juni 1794, es folgten 176 Hingerichtete zwischen dem 11. und 29. Juli 1794.
2. ↑  Webseite zu dem Friedhof

Koordinaten: 48° 52′ 50,7″ N, 2° 19′ 0,4″ O